# San Diego Riptide
Die San Diego Riptide waren ein Arena-Football-Team aus San Diego (Kalifornien), das in der af2 spielte. Ihre Heimspiele trugen die Riptide in der San Diego Sports Arena aus.

## Geschichte
Die Riptide wurden 2001 gegründet und spielten ab 2002 in der af2. Das Franchise war eher erfolglos. So erreichten sie in vier Spielzeiten nur einmal die Playoffs. Auch die Zuschauerzahlen fielen von Jahr zu Jahr. In ihrem letzten Jahr 2005 lagen diese fast fünfzig Prozent unter dem Wert der Debütsaison 2002. In ihrem ersten Heimspiel am 6. April 2002 verfolgten noch 9.747 Zuschauer die Niederlage gegen die Bakersfield Blitz, was damit Franchise Rekord ist.
Eine offizielle Auflösung der Riptide gab es nicht. Seit der Saison 2006 nahm das Franchise aber nicht mehr an einem Spielbetrieb teil. Die offizielle Homepage wurde ebenfalls gelöscht.

## Saisonstatistiken
| Jahr | Team              | Liga | S | N  | Playoffs erreicht | Playoffrunde                                                                        |
| ---- | ----------------- | ---- | - | -- | ----------------- | ----------------------------------------------------------------------------------- |
| 2002 | San Diego Riptide | af2  | 7 | 9  | ja                | S Achtelfinale gg. Bakersfield Blitz 40:27 N Viertelfinale gg. Peoria Pirates 12:22 |
| 2003 | San Diego Riptide | af2  | 6 | 10 | nein              |                                                                                     |
| 2004 | San Diego Riptide | af2  | 8 | 8  | nein              |                                                                                     |
| 2005 | San Diego Riptide | af2  | 5 | 11 | nein              |                                                                                     |

## Zuschauerentwicklung
| Jahr | Team              | Liga | Zuschauerdurchschnitt |
| ---- | ----------------- | ---- | --------------------- |
| 2002 | San Diego Riptide | af2  | 6.899                 |
| 2003 | San Diego Riptide | af2  | 5.557                 |
| 2004 | San Diego Riptide | af2  | 4.127                 |
| 2005 | San Diego Riptide | af2  | 3.611                 |